# 糙葉菝契似尖葉節蜱
糙葉菝契似尖葉節蜱（学名：Acaphyllisa bracteatae）为節蜱科似尖葉節蜱屬下的一个种。